# Rhyacophila polonica
Rhyacophila polonica là một loài Trichoptera trong họ Rhyacophilidae. Chúng phân bố ở miền Cổ bắc.